# La Bella Ilusión
La Bella Ilusión är en ort i Mexiko.   Den ligger i kommunen Maravilla Tenejapa och delstaten Chiapas, i den sydöstra delen av landet, 900 km öster om huvudstaden Mexico City. La Bella Ilusión ligger 202 meter över havet och antalet invånare är 241.
Terrängen runt La Bella Ilusión är huvudsakligen kuperad. La Bella Ilusión ligger nere i en dal. Runt La Bella Ilusión är det ganska glesbefolkat, med 26 invånare per kvadratkilometer. Närmaste större samhälle är Santo Domingo de las Palmas, 11,4 km väster om La Bella Ilusión. I omgivningarna runt La Bella Ilusión växer i huvudsak städsegrön lövskog.